# となりのお姉さんは巨乳OL
『となりのお姉さんは巨乳OL』（となりのおねえさんはきょにゅうオーエル）は、日本のアダルトゲームブランド・スワンマニアが2008年7月25日に発売した18禁アドベンチャーゲーム。

## 概要
有限会社アセンドアイの廉価版ブランドの一つ・スワンマニアの第9作。スワン系ブランドでは、フルプライス作品のスワンアイが2007年発売のデビュー作『孕ら☆ハラっ!! 〜中出し学園せ〜かつ〜』以降ほぼ全タイトルでヒロインの妊娠を主題としているが、本作以前のスワンマニア作品では2007年発売の『尽くして愛DOLL! 〜マスター大好きっ〜』でも一部にヒロインが妊娠する描写が見られるものの全てのルートでヒロインが妊娠する展開は本作が初めてであり、本作の発売後は廉価版のスワンマニアでもほとんどの作品が「孕ませ+○○」とスワンアイ同様にヒロインの妊娠を主題とする路線にシフトしている。
なお、本作のパッケージ版では「HBスワニメーション」と、インターネットスラングで妊婦が出産を間近に控えて腹部が膨張した状態を指す「HB（ハラボテ）」が煽り文に見られる。

## ストーリー
松田隆二は激しい就職戦線を勝ち抜き、大企業として名高い帝都物産に入社する。新入社員の隆二が配属されたのは秘書課。そして、秘書課の先輩で隆二の隣家に住む蓮見響子が新入社員である隆二の指導を受け持つことになった。
小さい頃からよく知っている響子が一流のキャリアウーマンで、かつ自分の上司であることに戸惑いを隠し切れない隆二はさらに、やはり隆二の隣家で響子の二軒隣に住んでいる設楽美由紀が受付嬢をしている所に出くわす。それからと言うもの、2人のお姉さんは幼馴染みで新入社員の隆二をあの手この手で誘惑して来るようになる。

## 登場人物
松田 隆二（まつだ りゅうじ）
主人公。運良く大企業・帝都物産に入社し、秘書課に配属されるが慣れない仕事に加えて共に幼馴染みで先輩の響子と受付嬢の美由紀から事あるごとに誘惑され、戸惑っている。
蓮見 響子（はすみ きょうこ）
隆二宅の隣に住むお姉さん。現在は秘書課の先輩でもあり、一流のキャリアウーマンとして課をリードしている。実はかねてから隆二を狙っていたらしく、2人きりになる機会を見つけては積極的に誘惑して来る。エンディングでは隆二の子を妊娠し、臨月間近ながらも仕事を続けている。
設楽 美由紀（したら みゆき）
隆二宅の隣、響子宅の二軒隣に住むもう1人のお姉さんで、年齢は響子と隆二の中間に当たる。帝都物産で受付嬢をしているが、響子が隆二を誘惑しているのを知って対抗心を燃やし隆二に猛アタックを掛けて来る。エンディングでは隆二の子を妊娠して寿退社している。

## スタッフ
- シナリオ 南条巴
- 原画 鬼MAYUGE
- 音楽 Arp